# Rover (motocicleta)
Les motocicletes Rover van ser fabricades per la Rover Company, una empresa britànica amb seu a Coventry que fou fundada per John Kemp Starley el 1878 per a produir bicicletes. L'empresa va desenvolupar i produir la motocicleta Rover Imperial el novembre de 1902. Entre 1903 i 1924, Rover va produir més de 10.000 motocicletes i, més tard, va passar a produir exclusivament automòbils.

## Història

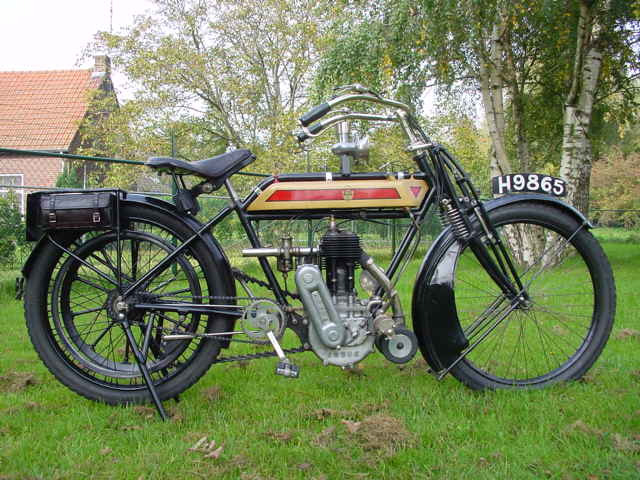
Rover 3 velocitats de 1912

El juny de 1896, John Starley va fundar la Rover Cycle Co. Ltd. a Coventry. Starley havia tingut èxit fabricant "bicicletes de seguretat" (el tipus de bicicleta actual) i va fer servir els diners per a importar algunes de les primeres motocicletes Peugeot de França el 1899 per a poder-hi experimentar en el desenvolupament. El seu primer projecte va ser instal·lar un motor en una de les seves bicicletes Rover. Tanmateix, Starley es va morir a començaments d'octubre de 1901 a 46 anys i l'empresa va ser adquirida per l'empresari Harry Lawson.
L'empresa va començar a desenvolupar i produir la motocicleta Rover Imperial el novembre de 1902. Aquest model tenia un bastidor del tipus diamant amb el motor de 3,5 CV situat al centre i forquilles anteriors "springer", una millora avançada al seu temps. La primera Rover tenia característiques innovadores, com ara carburador per aspersió, motor de suport inferior i vàlvules d'accionament mecànic, amb un resistent bastidor de doble bressol i un acabat de bona qualitat. Se'n van vendre més de mil el 1904. Tanmateix, l'any següent Rover va aturar la producció de motocicletes per tal de concentrar-se en la seva bicicleta. El 1910, el dissenyador John Greenwood va rebre l'encàrrec de desenvolupar un nou motor de 500 cc de 3,5 CV amb punteres de molla, magneto Bosch i carburador Brown & Barlow. La moto duia també una innovadora cadena de transmissió de dents invertides i forquilles de molla "Druid". Presentat a la fira Olympia de 1910, d'aquest model se'n van vendre més de 500 unitats.

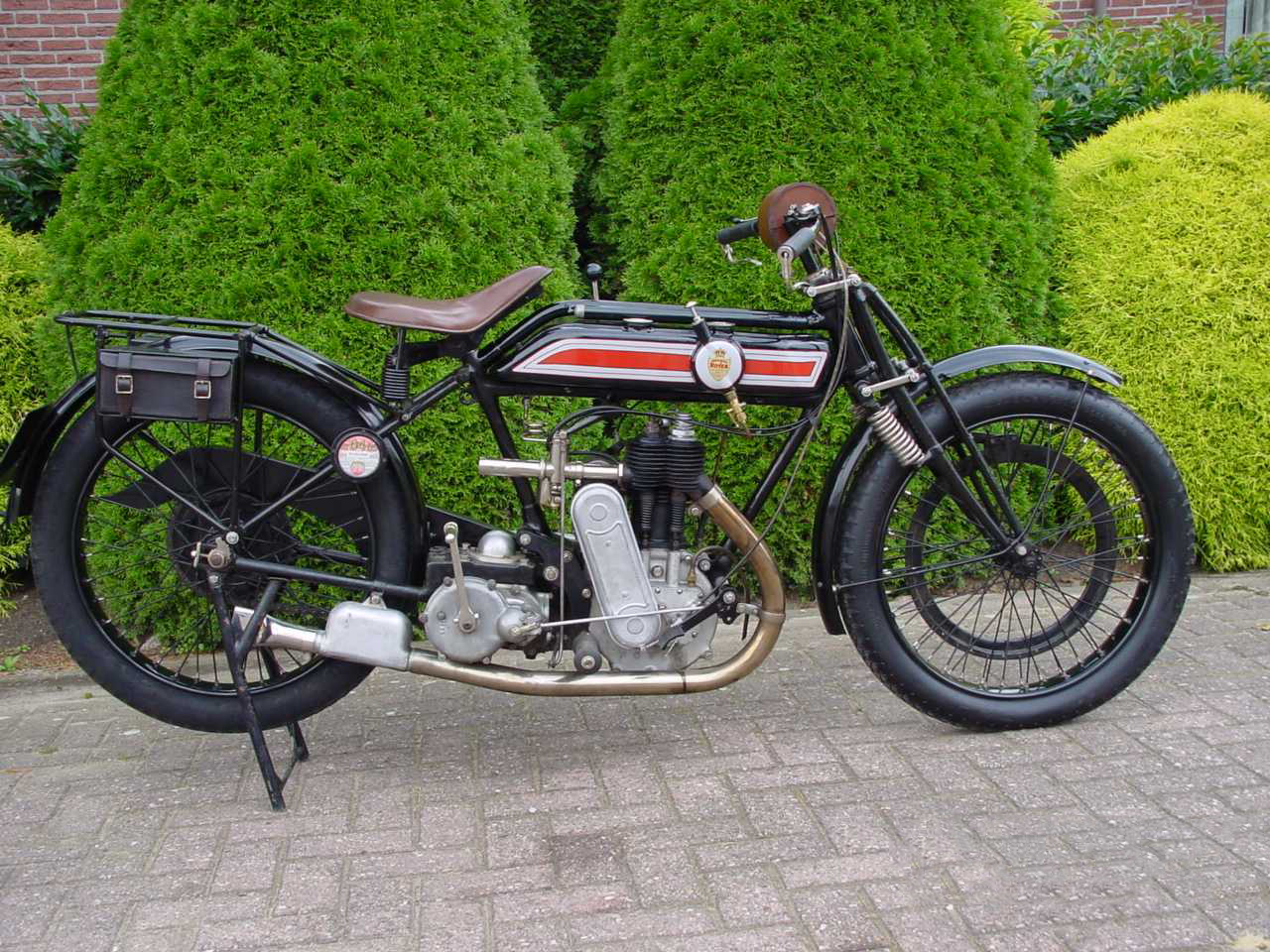
Rover 500 cc de 1920

El 1913 es va llançar un model 'TT' amb distància entre eixos més curta i manillar esportiu. L'"equip oficial" de la marca, format per Dudley Noble i Chris Newsome, va aconseguir un cert èxit amb aquesta moto i hi va guanyar el premi per a equips de fàbrica al TT de l'illa de Man.
Durant la Primera Guerra Mundial, Rover va subministrar motocicletes monocilíndriques de 499 cc a l'exèrcit imperial rus. Acabada la guerra, Rover va començar a centrar-se en la producció d'automòbils, tot i que l'empresa va continuar produint motocicletes amb motors de vàlvules aèries Rover de 248 i 348 cc i altres de JAP, entre ells un V-Twin de 676 cc. El 1924, Rover va ser pionera en la construcció de motors unitaris que va muntar en una nova motocicleta lleugera de 250 cc. Aquest model tenia llums anterior i posterior, així com un nou disseny de frens d'expansió interna. Després d'una època de poques vendes, Rover va deixar de produir tant bicicletes com motocicletes i es va dedicar en exclusiva als automòbils.